# The Ruins of Beverast
The Ruins of Beverast ist eine deutsche Extreme-Metal-Band aus Aachen, Nordrhein-Westfalen. Sie wurde 2003 von Alexander von Meilenwald gegründet, der bis heute das einzige Mitglied der Band ist.

## Bandgeschichte
Nach der Auflösung der Band Nagelfar, in der Alexander von Meilenwald Schlagzeug spielte, hatten er und der ehemalige Nagelfar-Sänger Zingultus (Endstille, Graupel) zunächst geplant, zu zweit ein neues vom Black Metal beeinflusstes Projekt zu starten. Zu diesem Zwecke übte der damals an der Gitarre noch nicht erfahrene von Meilenwald, eigene Lieder zu komponieren. Obwohl aus dem gemeinsamen Projekt letztlich nichts wurde, entstanden dabei einige vom traditionellen Black Metal inspirierte Lieder, die von Meilenwald auf eine CD-R brannte und unter dem Titel The Furious Waves of Damnation an einige Freunde verteilte, ohne die Lieder wirklich als Demo veröffentlichen zu wollen.
Danach machte sich von Meilenwald daran, weiteres Material zu schreiben, welches im Gegensatz zum rohen Charakter von The Furious Waves of Damnation eher ausgefeilter und persönlicher wirkte und wieder nur auf einen CD-Rohling gebrannt und unter dem Titel Unlock the Shrine an einige Freunde von Meilenwalds verteilt wurde. Einer dieser Freunde, von Meilenwalds ehemaliger Nagelfar-Kollege Sven „Weidmann Sveinn Hackelnberg“ Dinninghoff, Besitzer der Plattenfirma Ván Records, drängte ihn schließlich, die neuen Stücke über sein Label offiziell zu veröffentlichen.
Nachdem von Meilenwald im Jahre 2004 Dinninghoffs Drängen nachgegeben hatte, begann er wiederum an neuem Material zu schreiben, welches neben den noch immer klar erkennbaren Black-Metal-Wurzeln von Meilenwalds nun auch stark von Doom Metal und Ambient beeinflusst war und schließlich 2006 unter dem Titel Rain Upon the Impure, wieder via Ván Records, veröffentlicht wurde.
Das 2009 erschienene Album der Band, Foulest Semen of a Sheltered Elite, welches die Doom- und Ambient-Einflüsse des vorherigen Albums beibehält, zeichnet sich durch einen etwas klareren Sound aus als der Vorgänger, allerdings wurde der aktuelle Stil beibehalten und verfeinert. Zuvor hatte von Meilenwald im Jahr 2007 an zwei Split-Veröffentlichungen teilgenommen: zum einen mit dem Lied The Moselle Enigma… Is a Tale About All That Frightens Man auf einer Split-Veröffentlichung mit der holländischen Band Urfaust, veröffentlicht via Ván Records, zum anderen mit dem Lied Desert Lair auf der Vier-Band-Split-LP Gott in uns, veröffentlicht via Obscure Abhorrence Productions (zusammen mit den Bands Deathgate Arkanum, Nihil Nocturne und Anti).
Am 6. September 2013 erschien das Album Blood Vaults über Ván Records.

## Texte
Der Name der Band ist abgeleitet von dem Wort Beberast, einem Synonym für Bifröst, die Brücke, die in der nordischen Mythologie das Erdenreich, Midgard, mit dem Himmelreich, Asgard, verbindet. Jedoch enthalten die Texte keine Themen aus dem germanischen Heidentum, sondern es werden überwiegend Referenzen aus der biblisch-alttestamentlichen Symbolik mit antichristlichen und misanthropischen Tendenzen verwendet. Ein weiteres wiederkehrendes Thema ist das biblische Ende der Welt; im Text zu The Restless Mills beschreibt Meilenwald das aus seiner Sicht unvermeidbare Ende, welches von der Menschheit unter den Augen eines von JHWH gesandten Messias herbeigeführt wird. Andere Titel weisen eine Verbindung zu mittelöstlichen Mythologien auf, der Text des Liedes Theriak-Baal-Theriak beschreibt das Erwachen des Dämons Baal. Meilenwald wählte die Verbindung zum orientalisch-europäischen Altertum, da diese die „Wiege“ der heutigen Gesellschaft sei; die Aufgabe bestehe darin, „ihre archaischen Dogmen und ihr kulturelles Erbe metaphorisch in die Neuzeit zu übertragen“.

## Diskografie

### Demo
- The Furious Waves of Damnation (2003)

### Alben
- Unlock the Shrine (Ván Records, 2004)
- Rain Upon the Impure (Ván Records, 2006)
- Foulest Semen of a Sheltered Elite (Ván Records, 2009)
- Blood Vaults – The Blazing Gospel of Heinrich Kramer (Cryptae Sanguinum – Evangelium Flagrans Henrici Institoris) (Ván Records, 2013)
- Exuvia (2017)
- The Thule Grimoires (2021)

### EP
- Takitum Tootem! (2016)

### Split-Veröffentlichungen
- Urfaust / The Ruins of Beverast (Split-EP mit Urfaust, Ván Records, 2007)
- Gott in uns (Split-LP mit Deathgate Arkanum, Nihil Nocturne und Anti, Obscure Abhorrence Productions, 2007)

### Kompilationen
- Enchanted by Gravemould (Ván Records, 2011)

### Beiträge
- Euphoria When the Bombs Fell auf Umtrunk – Schwarztyrannen (Umtrunk Records, 2004)